# Microtecnologia
Microtecnologia é a tecnologia de fabricação em escala perto do micrometro 1 µm ( milhão de vezes menor que 1 metro).
Na década de 60, os cientistas aprenderam que com um grande número transistores microscópicos em uma única microplaqueta poderiam ser construídos circuitos microelectrônicos que melhoraram dramaticamente o desempenho, a funcionalidade, e a confiabilidade e reduzir o custo de fabrico dos mesmos.
Mais recentemente, os cientistas aprenderam que não somente os dispositivos elétricos, mas também os dispositivos mecânicos, podem ser miniaturizados, prometendo os mesmos benefícios tanto ao mundo mecânico como a tecnologia de circuito integrado deu ao mundo elétrico. 
Hoje, os dispositivos micromecânicos são os componentes chave em uma larga escala de produtos tais como airbags de automóveis, impressoras.

## Sistemas Mecânicos Micro-Eletronicos

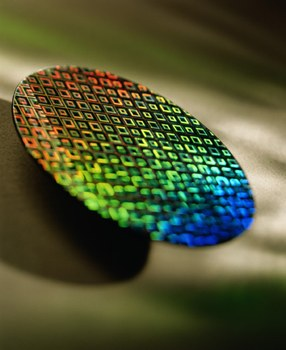
circuito microscopico

O termo MEMS significa Micro Electromechanical systems, ou seja, sistemas microelectromecânicos, foi inventado nos anos 80 para descrever os  novos sistemas mecânicos, sofisticados em uma microplaqueta, tal como os micro motores elétricos, ressonadores, engrenagens, e assim por diante. Hoje, o termo MEMS é usado na prática para consultar todo o tipo de dispositivo microscópio com uma função mecânica, (por o exemplo, uma disposição das engrenagens microscópicas fabricadas em um microchip seria considerada um dispositivo de MEMS mas um componente feito a lase ou um relógio não ). 
A tecnologia de MEMS gerou uma quantidade tremenda de entusiasmo, devido às aplicações importantes de desempenho e da confiabilidade. Em uma idade onde tudo deva ser menor, mais rápido, e mais barato, MEMS oferece uma solução. MEMS têm tido já um impacto profundo em determinadas aplicações tais como sensores e impressoras
Microtecnologia é construído frequentemente usando a fotolitografia. Os artigos são focalizados através de uma máscara em uma superfície. Então a gravura é mergulhada em ácido forte afastado o material não protegido.

## Componentes produzidos em escalas microscópicas
A técnica da microtecnologia já permitiu produzir os seguintes componentes na escala de um micrómetro usando o fotolitografia:
Eletrônica :
- Fios eléctricos
- resistores
- transistor
- capacitores
- válvulas
- díodos
- sensores

maquinaria :
- motores elétricos
- engrenagens
- alavancas
- dobradiças

Controlo de fluidos :
- válvulas
- bombas
- turbinas